# إيفان فاسكيز ميلادو
إيفان فاسكيز ميلادو (بالإسبانية: Iván Vázquez)‏ هو لاعب كرة قدم مكسيكي في مركز حراسة المرمى، ولد في 14 ديسمبر 1982 في مدينة مكسيكو في المكسيك. لعب مع زاكاتيبيك ونادي جامعة غوادالاخارا ونادي نيكاكسا.

## وصلات خارجية
- إيفان فاسكيز ميلادو على موقع إي إس بي إن إف سي (الإنجليزية)
- إيفان فاسكيز ميلادو على موقع قاعدة بيانات كرة القدم.إي يو (الإنجليزية)
- إيفان فاسكيز ميلادو على موقع Soccerway.com (الإنجليزية)